# تالا
تالا (به ایتالیایی: Talla) یک کومونه در ایتالیا است که در استان آرتزو واقع شده‌است. تالا ۶۰٫۰۵ کیلومتر مربع مساحت و ۱٬۱۷۰ نفر جمعیت دارد و ۳۴۸ متر بالاتر از سطح دریا واقع شده‌است.